# Боргдорф-Зедорф
Боргдорф-Зедорф (нем. Borgdorf-Seedorf) — община в Германии, в земле Шлезвиг-Гольштейн.
Входит в состав района Рендсбург-Экернфёрде. Подчиняется управлению Норторфер Ланд. Население составляет 412 человек (на 31 декабря 2010 года). Занимает площадь 6,63 км².